# دانيال فيشر (سياسي)
دانيال فيشر (الألمانية السويسرية الموحدة: Daniel Vischer) هو سياسي سويسري، ولد في 16 يناير 1950 في سويسرا، وتوفي في 17 يناير 2017 في سويسرا بسبب سرطان الرئة. حزبياً، نشط في حزب الخضر السويسري ‏. وقد انتخب عضو المجلس الوطني السويسري ( – 29 نوفمبر 2015).